# مارتن ديفاني
مارتن ديفاني (بالإنجليزية: Martin Devaney)‏ (1 يونيو 1980 بشلتنهام في المملكة المتحدة - ) هو لاعب كرة قدم بريطاني في مركز الوسط. لعب مع ميلتون كينز دونز ونادي بارنسلي ونادي ترانمير روفرز لكرة القدم ونادي هايد إف سي ونادي واتفورد ونادي والسول ونادي كيدرمينستر هاريرز لكرة القدم ونادي ووستر سيتي ونادي تشيلتنهام تاون لكرة القدم.

## وصلات خارجية
- مارتن ديفاني على موقع قاعدة بيانات كرة القدم.إي يو (الإنجليزية)
- مارتن ديفاني على موقع Soccerbase.com (لاعب) (الإنجليزية)